# Marius Lefèvre
Marius Ludvig Lefèvre (Odense, 4 maggio 1875 – Gentofte, 14 maggio 1958) è stato un ginnasta danese, vincitore della medaglia d'argento nel concorso svedese a squadre a Stoccolma 1912.

## Palmarès
- Giochi olimpici

Stoccolma 1912: argento nel concorso svedese a squadre.